# Carex micropoda
Espèce
Classification phylogénétique
Carex micropoda est une espèce des plantes du genre Carex et de la famille des Cyperaceae.